# Trường Cao đẳng nghề Vĩnh Long
Trường Cao đẳng nghề Vĩnh Long (tiếng Anh: Vinh Long Vocational College) là một trường cao đẳng nghề công lập thuộc tỉnh Vĩnh Long, Việt Nam. Trường được thành lập năm 2001 với tên gọi ban đầu là Trường Dạy nghề Vĩnh Long. Sau nhiều năm phát triển, trường đã được nâng cấp lên thành trường cao đẳng nghề vào năm 2007.

## Lịch sử
Trường Cao đẳng nghề Vĩnh Long, tọa lạc tại tỉnh Vĩnh Long, Việt Nam, có lịch sử hình thành và phát triển qua ba giai đoạn chính:
2001 – 2006: Trường Cao đẳng nghề Vĩnh Long tiền thân là Trường dạy nghề Vĩnh Long, được thành lập theo Quyết định số 4209 / 2001 / QĐ.UB, ngày 19 tháng 2 năm 2001 của Chủ tịch Ủy ban nhân dân tỉnh, chính thức bắt đầu hoạt động vào năm 2002. Trong những năm đầu, nhà trường vừa xây dựng cơ sở vật chất, vừa liên kết với các trường bạn trong tỉnh để đào tạo nghề trình độ bậc 3/7.
2007 – 2014: Trường được nâng cấp và đổi tên thành Trường Trung cấp nghề Vĩnh Long, với chức năng nhiệm vụ là tổ chức đào tạo nguồn nhân lực trực tiếp trong sản xuất, dịch vụ ở trình độ trung cấp nghề, sơ cấp nghề.
2015 – nay: Trường Trung cấp nghề Vĩnh Long được nâng cấp thành trường cao đẳng nghề Vĩnh Long theo Quyết định số 802/QĐ-BLĐTBXH của Bộ trưởng Bộ Lao động - Thương binh và Xã hội, được công bố Quyết định thành lập vào ngày 17 tháng 9 năm 2015.